# Erik Marquardt
Erik Marquardt, né le 20 octobre 1987 à Neubrandenbourg, est un homme politique allemand. Membre de l'Alliance 90/Les Verts (Die Grünen). Il est élu député européen en 2019 et réélu en 2024.